# أليكول عثمانوف
اليكول اوسمونوف شاعر، كاتب مسرحي، مترجم قرغيزي. كانت إنجازاته الرئيسية تحويل الشعر من تقليد شفهي إلى تقليد أدبي، وترجمة العديد من المؤلفين الأوروبيين إلى اللغة القيرغيزية، بما في ذلك وليام شكسبير وساندور بيتوفي وألكسندر بوشكين.

## سيرة
وُلد اوسمونوف في كابتال أريك في مقاطعة بانفيلوف، قرغيزستان، على بعد حوالي 75 كم غرب بيشكك. بعد أن فقد والديه في وقت مبكر، نشأ في دور الأيتام. في عام 1929 درس في المدرسة التربوية في بيشكك، ولكن بسبب مرض السل الذي اكتسبه من أحد دور الأيتام، اضطر إلى المغادرة. ومع ذلك، فقد كان قادرًا على بدء مهنة صحفية، حيث عمل في العديد من الصحف الناطقة باللغة القيرغيزية في أوائل العهد السوفيتي، بما في ذلك مجلة "Chabuul" (هجوم) وصحيفة "Leninchil Zhash" (شباب لينين) و"Kyzyl Kyrgyzstan" (قرغيزستان الحمراء).
نُشرت قصيدته الأولى "Kyzyl Juk" («سلاسل القمح الأحمر») في عام 1930، وأول ديوان "Tandagy Yrlai" (قصائد في الفجر) في عام 1935.
مؤلف مجموعات "Star Youth"، "Cholponstan" (كلاهما - 1937)، "Love" (1945)، "New Songs" (1949)، وما إلى ذلك. كتب وترجم الكثير من أجل الأطفال.
كان يعمل في مجال الدراما: مسرحية «باستر كومان» (1947)، «أبو القاسم جونبولوتوف» (1948)، الكوميديا الدرامية «يجب أن نذهب إلى ميركا» (1949)، إلخ.
ترجم اوسمونوف قصيدة «الفارس ذو جلد النمر» لشوتا روستافلي تحمل ستة طبعات. قام بترجمة أعمال بوشكين وليرمونتوف وكريلوف وغيرهم، وحصل على وسام «شارة الشرف».
توفي عن عمر يناهز الخامسة والثلاثين بسبب مرض الرئة، في عام 1950. وفي نفس العام حصل على «جائزة ستالين» (جائزة الدولة السوفيتية) وحصل اوسمونوف بعد وفاته على الجائزة الأولى من جائزة لينين كوسام للجمهورية في 1967. أنشأ اتحاد الكتاب في قيرغيزستان جائزة أدبية سميت على اسمه. اليكولا اوسمونوفا. كانت جائزة Alykul Osmonov هي ثالث أهم جائزة بين الكتّاب في قيرغيزستان، بعد جائزة All-Union Lenin وجائزة Toktogul Satylganov القرغيزية للولاية. من أجل دراسة حياة وعمل الشاعر في عام 1994، تم إنشاء مؤسسة أدبية جمهوريّة.

## روابط خارجية
- otherreferats.allbest.ru